# Къзълординска област
Къзълординска област (на казахски: Қызылорда облысы; на руски: Кызылординская область) е една от 14-те области на Казахстан. Площ 226 019 km² (4-то място по големина в Казахстан, 11,3% от нейната площ). Население на 1 януари 2019 г. 794 334 души (8-о място по население в Казахстан, 4,31% от нейното население). Град Байконур с население 39 111 души и територията около него (55 km²) не принадлежи на Къзълординска област и Казахстан. Административен център град Къзълорда. Разстояние от Астана до Къзълорда 1124 km.

## Историческа справка
Град Къзълорда е основан като укрепен пункт през 1820 г. под името Ак-Мечет. През 1853 г. официално е утвърден за град под името Перовск (от 1925 г. Кзъл-Орда, от 17 юни 1997 г. Къзълорда). През 1867 г. за град под името Казалинск е признат Форт № 1 основан през 1853 г. Третият град в областта Аралск е признат за такъв през 1938 г. Къзълординска област е образувана под името Кзъл-Ординска област на 15 януари 1938 г. На 17 юни 1997 г. град Кзъл-Орда е преименуван на Къзълорда, в т.ч. и областта – на Къзълординска.

## Географска характеристика
Къзълординска област се намира в южната част на Казахстан. На юг граничи с Навойска област и Република Каракалпакстан на Узбекистан, на северозапад – с Актобенска област, на север – с Карагандинска област и на изток – с Туркестанска област. На запад се мие от водите на пресъхващото Аралско море. В тези си граници заема площ от 226 019 km² (4-то място по големина в Казахстан, 11,3% от нейната площ). Град Байконур и територията около него (55 km²) не принадлежи на Къзълординска област и Казахстан. Дължина от северозапад на югоизток 700 km, ширина от север на юг 350 km.
Къзълординска област е разположена на изток от Аралско море, покрай долното течение на река Сърдаря, основно в пределите на Туранската низина с преоблазаваща надмирска височина от 50 до 200 m. Покрай левия бряг на Сърдаря са разположени обширни пространства заети от пясъците на пустинята Къзълкум, прорязани от сухите долини на бившите реки Жандаря и Куандаря. Покрай десния бряг на реката се срещат ниски възвишения (Егизкара, 228 m), пясъчни участъци (пустинята Аръскум и др.) и плитки котловини, заети от солончаци. На северозапад се простират се простират пустините Малки Барсуки и Приаралски Каракум. В крайния югоизток на областта навлизат северозападните разклонения на хребета Каратау (северозападно продължение на Тяншан) с максимална височина връх Бесаз 1419 m (44°01′33″ с. ш. 68°03′33″ и. д. / 44.025833° с. ш. 68.059167° и. д.), издигащ се на границата с Туркестанска област.
Климатът на областта е рязко континентален и крайно засушлив, със сравнително топла, краткотрайна и малоснежна зима и продължително горещо и сухо лято. Средна януарска температура от -9,8 °C на северозапад до -3,5 °C на югоизток, средна юлска температура съответно 25,9 °C и 28,2 °C. Годишната сума на валежите е около 100 mm в района на Аралско море (най-малката в Казахстан), а на юг и по склоновете на хребета Каратау до 175 mm. Продължителността на вегетационния период (минимална денонощна температура 5 °C) е от 168 денонощия на северозапад до 198 денонощия на югоизток.
На запад в пределите на областта попадат северните остатъци от пресъхващото Аралско море. Единствената голяма река в областта е Сърдаря, протичаща по цялата дължина на областта от югоизток на северозапад с долното си течение на протежение около 1000 km. Течението ѝ е съпроводено от стотици меандри, множество протоци и ръкави и обширна и заблатена делта. За защита от наводнения бреговете ѝ са укрепени с предпазни диги. През 1956 г. на реката е изградена Къзълординската преградна стена и през 1958 г. по сухата долина на Жандаря е пусната вода за напояване на земеделските земи и пасищата. През 1969 г. в експлоатация е пуснат Казалинския хидровъзел. В областта има множество, предимно временни солени езера (Жаксъ-Кълъш, Камъслъбас, Аръс и др.). Езерата Купек и Терескен са богати на лечебна кал. На североизток в праделите на областта навлиза най-долното течение на река Саръсу, която се губи в пустинята Аръскум.
Звачителна част от територията на областта е заета от пясъци, почти лишени от растителност. По закрепените пясъчни пространства има пелиново-типчакова и солянкова растителност, а през пролетта и ефемерова, всички те развити върху кафяви и сиви солонцови почви. В понижените участъци между дюните расте астрагал, джузгун и няколко вида пирен. Дюните са закрепени от растящите по тях бял саксаул, тамарикс, терескен, биюргун, пелин и др. Заливната тераса на Сърдаря е заета от алувиално-ливадни, често засолени почви, покрити с ливадна растителност и редки горички и храсталаци от ива, туранга и др. и обширни тръстикови пространства. В пустините има много хищници (лисица, вълк и др.), копитни (сайга и др.), гризачи и птици.

## Население
На 1 януари 2019 г. населението на Къзълординска област област е наброявало 794 334 души (4,31% от населението на Казахстан). Град Байконур с население 39 111 души не принадлежи на Къзълординска област и Казахстан. Гъстота 3,5 души/km². Етнически състав: казахи 796,26%, руснаци 1,84%, корейци 0,94% и др.

## Административно-териториално деление
В административно-териториално отношение Къзълординска област се дели на 7 административни района, 3 града, в т.ч. 1 град с областно подчинение и 1 град с районно подчинение и 2 селища от градски тип.
| Административна единица    | Площ (km²) | Население (2019 г.) | Административен център | Население (2019 г.) | Разстояние до Къзълорда (в km) | Други градове и сгт с районно подчинение |
| -------------------------- | ---------- | ------------------- | ---------------------- | ------------------- | ------------------------------ | ---------------------------------------- |
| Град с областно подчинение |            |                     |                        |                     |                                |                                          |
| 8. Къзълорда               | 240        | 303 204             | гр. Къзълорда          | 239 070             | -                              | Тасбугет                                 |
| Административен район      |            |                     |                        |                     |                                |                                          |
| 1.Аралски район            | 68 400     | 79 150              | гр. Аралск             | 32 991              | 448                            |                                          |
| 2.Жалагашки район          | 27 100     | 35 705              | с. Жалагаш             | 12 909              | 75                             |                                          |
| 3.Жанакоргански район      | 16 600     | 84 474              | с. Жанакорган          | 27 498              | 178                            |                                          |
| 4.Казалински район         | 37 400     | 77 185              | сгт Айтеке би          | 42 843              | 322                            | гр. Казалинск                            |
| 5.Кармакшински район       | 31 000     | 54 265              | с. Джосалъ             | 18 642              | 147                            |                                          |
| 6.Сърдарински район        | 39 100     | 38 841              | с. Теренозек           | 7757                | 52                             |                                          |
| 7.Шиелийски район          | 34 300     | 82 399              | с. Шиели               | 31 489              | 128                            |                                          |